# Biserica „Sfântul Nicolae” din Basarabeasca
Biserica „Sf. Nicolae” este o biserică amplasată în Basarabeasca, Republica Moldova. Este un monument arhitectural de importanță națională inclus în Registrul monumentelor Republicii Moldova ocrotite de stat cu nr. 1 (raionul Basarabeasca). Datează din 1911.